# Neotheronia austera
Neotheronia austera är en stekelart som beskrevs av Krieger 1905. Neotheronia austera ingår i släktet Neotheronia och familjen brokparasitsteklar. Inga underarter finns listade i Catalogue of Life.